# Světelné znečištění

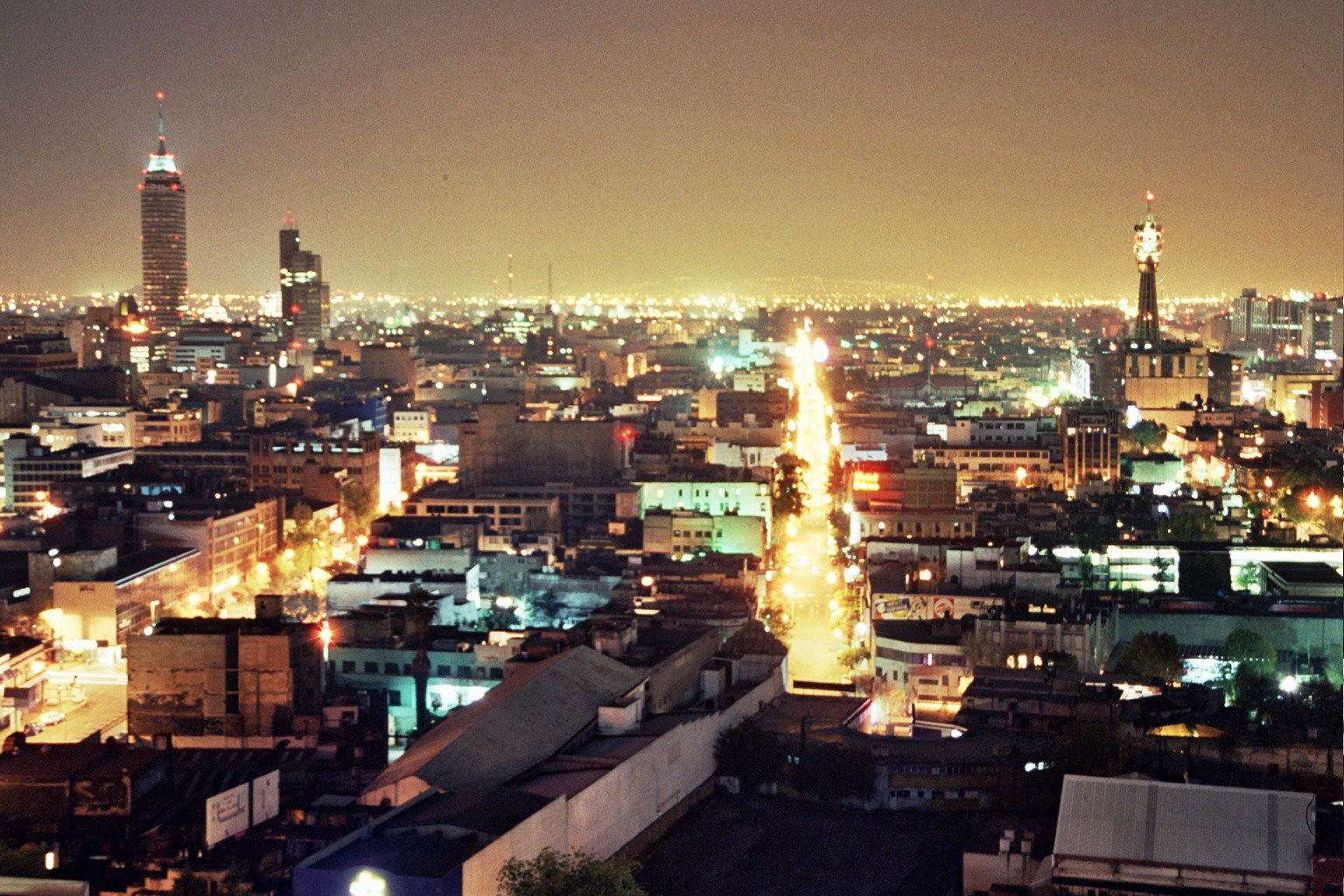
Osvětlené nebe v nočním Ciudad de México

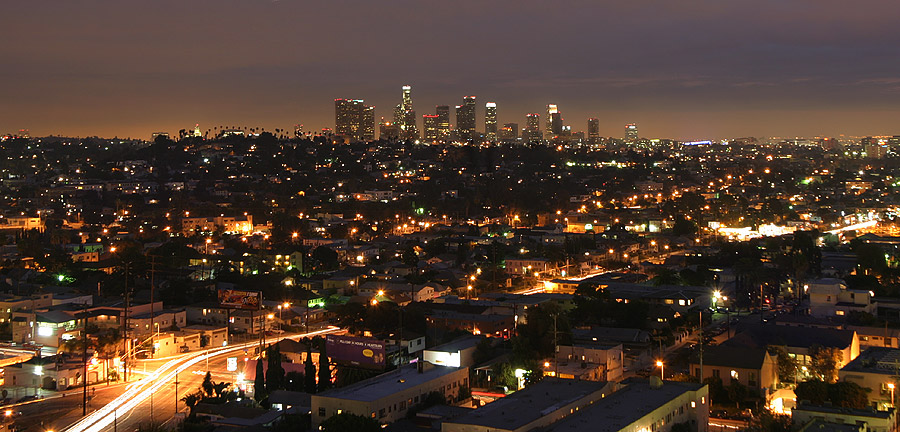
Osvětlené nebe v nočním Los Angeles

Světelné znečištění (alternativně označované též termínem rušivé světlo, ačkoli jsou oba termíny na odborné či legislativní úrovni oddělené samostatnými definicemi) je v obecnějším smyslu jakékoli člověkem vytvořené světlo, přidané do venkovního prostředí nad přirozenou úroveň a je spojováno především s nežádoucími vedlejšími účinky (oslnění, pronikání světla do příbytků, osvětlování toho, co není žádoucí atd.); specificky se toto označení používá pro rozptyl světla v atmosféře, zejména v oblastech rozsáhlejších městských aglomerací ze svítidel veřejného osvětlení, dopravní infrastruktury, intenzivního nasvícení reklamních ploch, nešetrného architektonického osvětlení, velkých sportovišť, parkovišť, v menší míře i světlem unikajícím z budov a dalších zdrojů světla.
Světelné znečištění lze částečně omezit kvalifikovaným návrhem osvětlovacích soustav tak, aby světlo co nejméně unikalo do prostoru. Světlo se však odráží k obloze i od osvětlovaných objektů (terénu vozovek), čemuž v principu zabránit nejde.

## Světelný smog

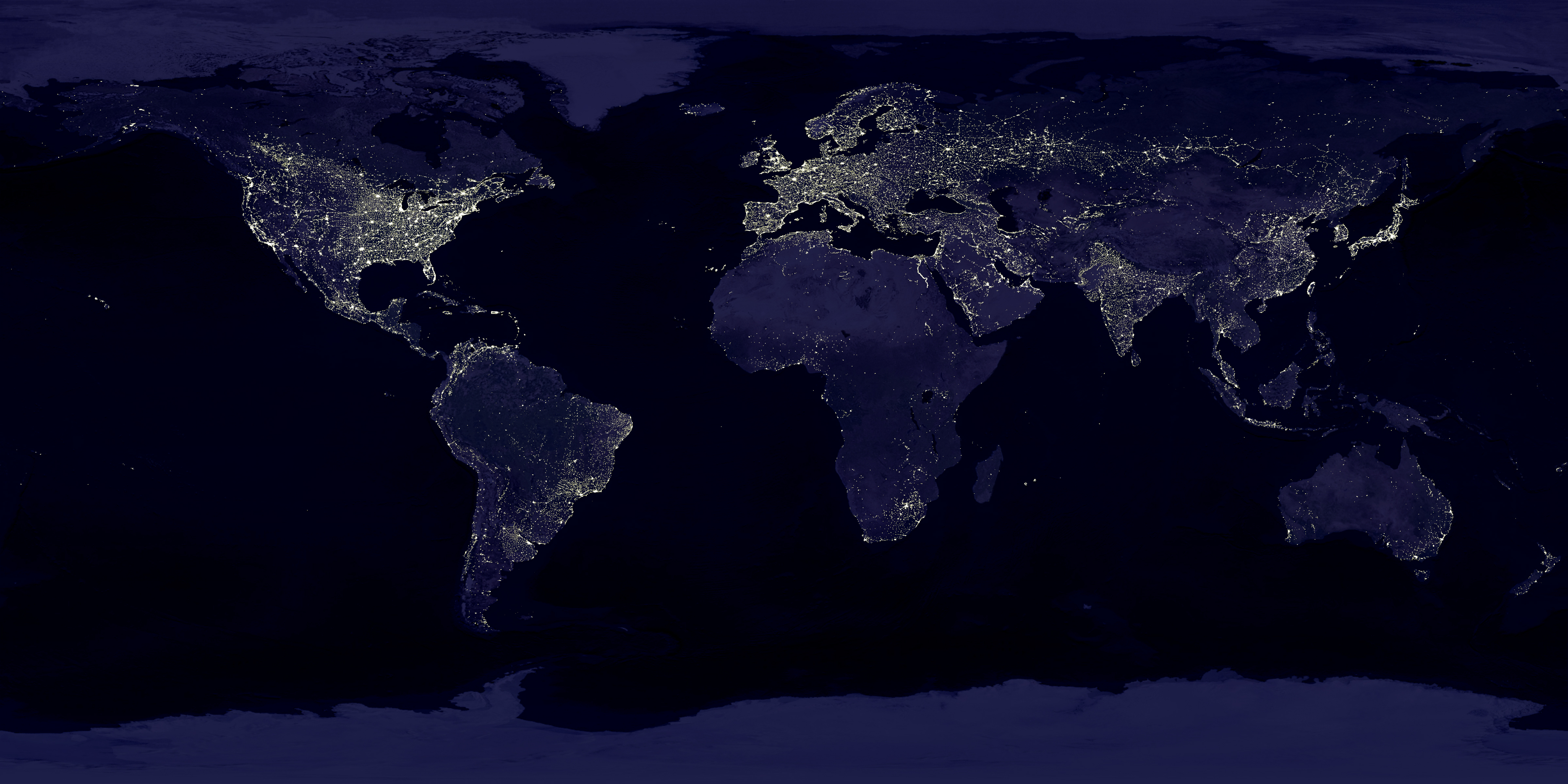
Složenina satelitních snímků, která ukazuje světlo z osvětlení měst unikající do okolí.

Jako světelný smog se populárně označuje rušivé osvětlení nočního nebe způsobené rozptylem světla v ovzduší (na molekulách plynů, či částicích přirozeného původu i těch pocházejících z lidských aktivit). Tento stav má vliv na volně žijící živočichy, zejména na hmyz, ptáky a noční lovce. Hmyz nepřitahuje, ale dezorientuje. Ovlivňuje ale i rostliny, které například reagují na příchod jara i o týden dříve. Prosvětlená noční obloha také omezuje některá astronomická pozorování.

## Světelné znečištění v právu evropských zemí
V polovině roku 2008 bylo světelné znečištění regulováno zákonem v italské oblasti Lombardie a legislativním aktem ve Slovinsku, o legislativním omezení tohoto jevu se diskutuje v 9 evropských zemích.
Ucelený přehled souvisejících legislativních dokumentů evropských zemí připravilo Ministerstvo životního prostředí a v rámci předsednictví ČR v Radě EU byla Evropské komisi předána „Brněnská výzva” (Brno Appeal), která byla poprvé představena na mezinárodní akci International workshop Light Pollution 2022.

## Světelné znečištění v českém právu
Původní verze zákona o ochraně ovzduší (číslo 86/2002 Sb.) účinná od 1. června 2002 v § 2 odst. 1 písm. r) definovala, že se pro účely zákona rozumí světelným znečištěním „…každá forma osvětlení umělým světlem, které je rozptýleno mimo oblasti, do kterých je určeno, zejména pak míří-li nad hladinu obzoru.“
Ve znění novelizujícího zákona č. 92/2004 Sb. s účinností od 3. března 2004 (den vyhlášení zákona) se světelným znečištěním rozumí „viditelné záření umělých zdrojů světla, které může obtěžovat osoby nebo zvířata, způsobovat jim zdravotní újmu nebo narušovat některé činnosti a vychází z umístění těchto zdrojů ve vnějším ovzduší nebo ze zdrojů světla, jejichž záření je do vnějšího ovzduší účelově směrováno,“
Podle § 3 odst. 10 původního znění zákona od 1. června 2002 platilo: „Při činnostech v místech a prostorech stanovených prováděcím právním předpisem je každý povinen plnit nařízení orgánu obce a v souladu s ním provádět opatření k zamezení výskytu světelného znečištění ovzduší.“, podle odst. 12 „Prováděcí právní předpis stanoví místa a prostory, kde nesmí docházet k výskytu světelného znečištění, činnosti, na které se vztahuje povinnost podle odstavce 10, opatření ke snižování nebo předcházení výskytu světelného znečištění a limity stanovující horní mez světelného znečištění.“ Podle původního § 50 odst. 1 písm. k) platilo, že obec s rozšířenou působností „vydává nařízení, jímž může na svém území stanovit opatření podle § 3 odst. 10 ke snižování nebo předcházení výskytu světelného znečištění ovzduší.“ Všechna tato ustanovení byla zrušena novelizujícím zákonem č. 92/2004 Sb. s účinností od 3. března 2004 (den vyhlášení zákona).
Od 3. března 2004 podle zákonem č. 92/2004 Sb. novelizovaného znění § 50 odst. 3 „Obec může obecně závaznou vyhláškou zakázat promítání světelných reklam a efektů na oblohu a zakázat používání laserové techniky při kulturních akcích.“ Regulace byla tedy výrazně zmenšena a přešla z přenesené působnosti do samostatné působností obcí. Ustanovení z § 3 byla vypuštěna.
Od 1. října 2005 (den vyhlášení zákona č. 385/2005 Sb.) podle novelizovaného znění § 50 odst. 3 písm. c) může obec obecně závaznou vyhláškou „v oblasti opatření proti světelnému znečištění regulovat promítání světelných reklam a efektů na oblohu.“ Možnost regulace tedy byla ještě dále omezena.
Úplné znění zákona č. 86/2002 Sb. bylo vyhlášeno pod číslem číslo 472/2005 Sb..
Současná verze zákona č. 201/2012 Sb. s účinností od 1. září 2012 již o světelném znečištění nehovoří, po deseti letech bylo ze zákona zcela vypuštěno.
Počátkem března 2023 začala být účinná nová norma ČSN 36 0459 Omezování nežádoucích účinků venkovního osvětlení, která stanovuje zásady pro návrh venkovního osvětlení v pěti oblastech použití, a to v závislosti na charakteru území. Norma není závazná, ale předpokládá se, že na ni v budoucnu bude odkazovat stavební legislativa.
Namísto české legislativy byl pojem „světelné znečištění” od roku 2009 zakotven v právu Evropské unie, konkrétně pak v Nařízení Komise (ES) č. 245/2009, které má vyšší právní sílu jak české zákony, a je přímo účinné ve všech státech Evropské unie. Světelným znečištěním se „rozumí souhrn všech nepříznivých dopadů umělého světla na životní prostředí, včetně vlivu rušivého světla”. Předmětné Nařízení pak v Tabulce 25 stanovuje „orientační hodnoty maximálního podílu světelného toku, který je vyzařován nad vodorovnou rovinu (ULOR), u jednotlivých silničních tříd svítidel určených pro veřejné osvětlení” s tím, že „v oblastech, kde hrozí světelné znečištění, není maximální podíl světla dosahujícího nad horizont u všech silničních tříd a světelných výkonů vyšší než 1 %”. Nařízení Komise (ES) č. 245/2009 bylo zrušeno nařízením č. 2019/2020, které světelné znečištění ani rušivé světlo neuvádí.
Před světelným znečištěním se dá bránit prostřednictvím Stavebního úřadu nebo Veřejného ochránce práv.

## Nejtmavší obloha na území České republiky
Na území Česka je nejtmavší obloha nad odlehlými částmi národního parku Šumava a jižní částí Novohradských hor. Existuje také několik oblastí s nejpříznivějšími podmínkami pro pozorování hvězd a s ochranou před světelným znečištěním: Jizerská oblast tmavé oblohy, Manětínská, Podyjská a Beskydská oblast.

## Světelné znečištění na obloze
Termín světelné znečištění oblohy se začíná používat i v souvislosti s družicemi – resp. se světlem odraženým od vzrůstajícího počtu družic obíhající Zemi. Po vypuštění 60 družic SpaceX v lednu 2020 v rámci projektu Starlink hodlá Elon Musk jejich počet zvýšit nejdříve na 1584, následně na 12 tisíc do roku 2022 a poté 42 tisíc. Britská společnost OneWeb chce na oběžnou dráhu dostat 650 družic s výhledem zvýšit jejich počet na 2 tisíce. Amazon Jeffa Bezose, v konstelaci nazvané Kuiper, chce nejdříve 3200 malých družic následované dalšími 50 tisíci. Zejména nějaký čas před východem a po západu slunce, stejně jako v menší míře během dne, tyto družice při průletu nad horizontem odrážejí sluneční záření na zem a jsou viditelné pouhým okem. Zatímco nárůst dopadajícího světla nebude značný v porovnání se světelným znečištěním z měst, problém to již nyní způsobuje astronomům, kdy průlet jakékoli z těchto družic před úsekem oblohy, již pozorují, znamená ztrátu dat v a kolem trajektorie družice.

## Snížení světelného znečištění
Snížení světelného znečištění se dá provést několika způsoby, jako například snížení jasu světel, snížení oslnění od světla a jeho intenzity či zrušení zbytečného osvětlení. Příkladem řešení je vhodné nastavení systému veřejného osvětlení. Například v obci Jesenice u Prahy funguje inteligentní osvětlení, které v nočních hodinách svítí pouze na 20 % a naplno se rozsvítí, když po ulici někdo jde. Lampy také filtrují modré světlo, aby svítily žlutě. Modré světlo totiž mate živočichy k probuzení, jelikož jim dává signál, že je zrovna den.
Zmíněný projekt dynamického osvětlení chodníku v Jesenici u Prahy byl slavnostně otevřen v květnu 2018 za podpory Ministerstva životního prostředí a následně získal ocenění v soutěži E.ON Energy Globe Award 2018 jako vítězný projekt své kategorie.

## Světelné znečištění v programech politických stran a v komunální politice
- Strana zelených – zmínka o potřebě regulovat světelné znečištění ve volebním programu pro volby do Poslanecké sněmovny Parlamentu ČR v roce 2009[31] a 2010[32] i v programu pro pražské komunální volby ve stejném roce.[33]
- Hnutí ANO – světelné znečištění si jako jednu z hlavních ekologických tezí volebního programu do komunálních voleb 2014 vybrala oblastní organizace ANO v Opavě.[34]
- Jako první v Česku deklarovalo omezování světelného znečištění statutární město Opava, které jej zahrnulo do programového prohlášení Rady města v březnu 2015.
- Česká pirátská strana – má hospodárné a efektivní svícení zakotveno ve svém komunálním programu.[35]

## Spor ohledně vhodného označení jevu v češtině
Termín světelné znečištění se v češtině a v prostředí České republiky běžně používá. Někteří lidé považují toto označení za nepřesné a zavádějící , neboť ve svém obvyklém významu slovo znečištění popisuje stav, kdy na něčem (nebo v něčem) zůstává cizorodá látka i poté, co přestane působit zdroj znečištění, což není případ světla. Je navrhováno alternativní označení rušivé světlo. Termín světelné znečištění je však rozšířený a objevoval se i v českém právu.
Averze vůči výrazu přeloženého jako „znečištění” mívá původ buď v subjektivním pocitu nebo v „technokratickém” či „materialistickém” pojetí nečistoty, které nelze jednoduše přenést na působení elektromagnetickým zářením v případě světla. Původní smysl působení tohoto jevu popsaného v astronomii je spíše „kontaminace” nežli „špína”, nicméně mezinárodně je pojem Light Pollution součástí i oficiálních technických slovníků v oblasti elektrotechniky a osvětlování – viz Mezinárodní elektrotechnický slovník IEC, výraz číslo 845-29-177 a slovník organizace CIE International Lighting Vocabulary, výraz číslo 17-29-177. Uvedený slovník ILV byl vydán jako publikace pod označením CIE S017:2020. K odděleným definicím pro pojmy „Světelné znečištění” a „Rušivé světlo” v uvedených slovnících je vhodné poznamenat, že tyto jsou silně zatíženy oborovým zaměřením pro využití v konkrétní technické oblasti, včetně striktního vymezení rušivého vlivu výhradně na člověka a nikoli na životní prostředí obecně.